# Parbatthorax
Genre
Parbatthorax est un genre d'araignées aranéomorphes de la famille des Linyphiidae.

## Distribution
Les espèces de ce genre se rencontrent au Népal et en Chine.

## Liste des espèces
Selon World Spider Catalog (version 20.5, 30/10/2019) :
- Parbatthorax proiectus Irfan & Peng, 2019
- Parbatthorax unicornis Tanasevitch, 2019

## Publication originale
- Tanasevitch, 2019 : A new erigonine genus from the Nepal Himalayas (Araneae, Linyphiidae). Turkish Journal of Zoology, vol. 43, no 2, p. 229-232.